# Rekkense Inrichtingen
De Rekkens(ch)e Inrichtingen was een Nederlandse organisatie, die in het begin van de twintigste eeuw begonnen is met het verplegen van mannen, die terbeschikkinggesteld aan de regering (tbr) waren.
Een veengebied ten noordoosten van het dorp Rekken was voor dit doel aangekocht. De patiënten en begeleiders van het eerste uur hebben dit gebied met eenvoudige middelen ontgonnen en geschikt gemaakt voor bebouwing en agrarisch gebruik. Op 30 juni 1913 werd de eerste steen gelegd voor de eerste van een serie paviljoens, ontworpen door de Hilversumse architect C. de Groot. Vele van deze paviljoens, uitgevoerd in streekeigen rode baksteen, geïnspireerd door Japanse architectuur en met jugendstil details, hebben de tand des tijds doorstaan.
In de loop der jaren is men ook moeilijk opvoedbare kinderen en alcohol- en drugsverslaafden gaan behandelen. Ook kwam er plaats voor vrouwen met tbr (later tbs). 

## Splitsing
Begin jaren 90 werden de verschillende delen van de Rekkense Inrichtingen, inmiddels Van Ouwenallenvereniging genoemd, ontbonden in:
- Tbs-kliniek Oldenkotte. Is als stichting zelfstandig verdergegaan. In 2014 door de overheid gesloten.
- Jeugdinrichting De Marke. Na diverse fusies, naamsveranderingen en bezuinigingen nog deels aanwezig als Intermetzo, een particuliere organisatie voor jeugdzorg.
- Het voormalig Johannes Wierhuis. Is tegenwoordig onderdeel van Tactus Verslavingszorg.

Stichting Trajectum heeft een deel van het complex van De Marke overgenomen en biedt daar zorg aan mensen met een verstandelijke beperking en probleemgedrag.
Alhoewel de naam Rekkense Inrichtingen al lang niet meer officieel wordt gebruikt, is het in de volksmond nog in gebruik om de verzamelde instellingen aan te duiden. Ook al is het aantal zorgbedden flink ingeperkt en is het niet meer te vergelijken met hoe het vroeger was. Een groot deel van de oorspronkelijke paviljoens is ondertussen verkocht aan particulieren.